# Mnohopilák velký
Mnohopilák velký (Stereolepis gigas) je ryba vyskytující se v Tichém oceánu.

## Charakteristika

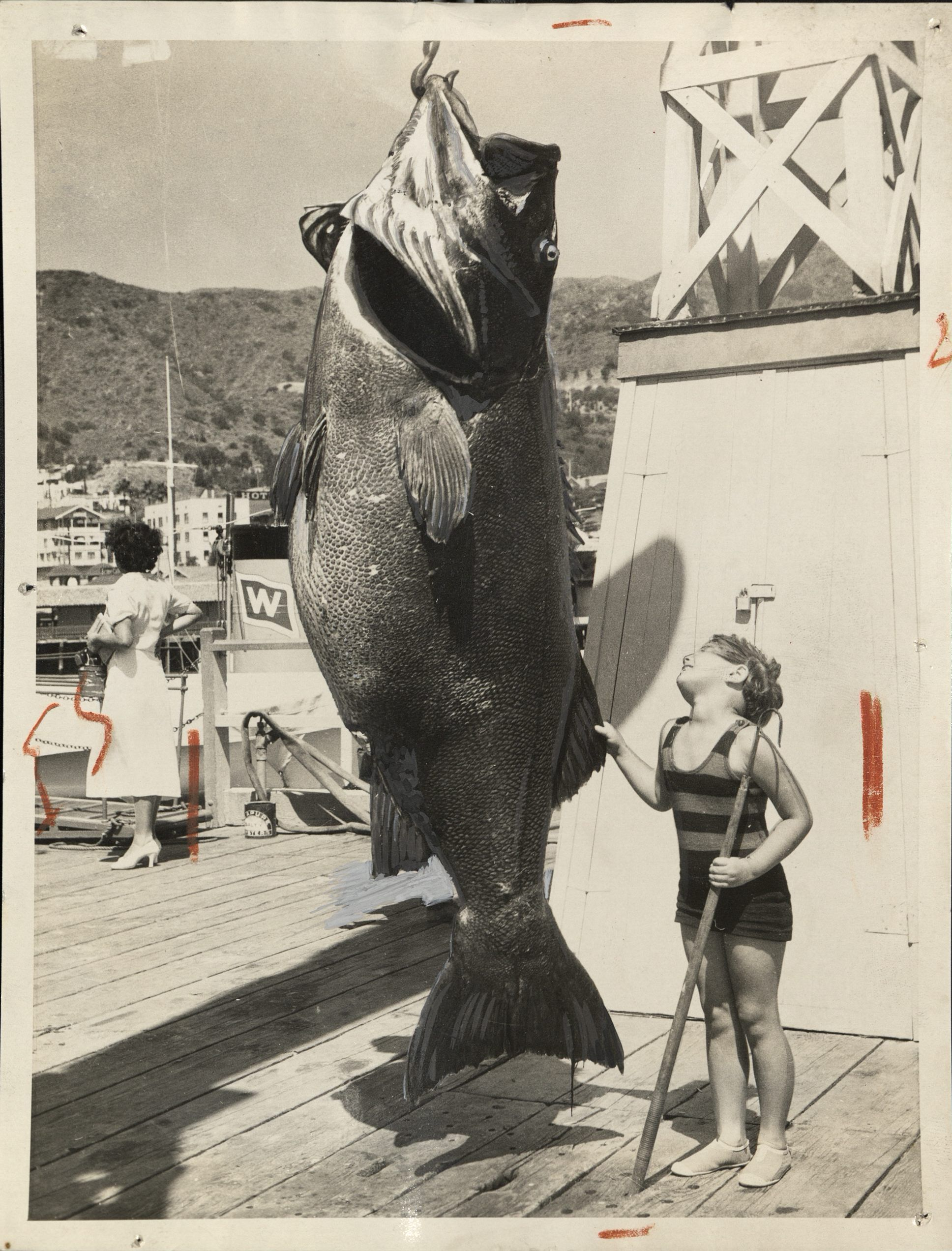
Fotografie mimořádně velkého mnohopiláka velkého

Největší zaznamenaní mnohopiláci velcí dosahovali velikosti 8,2 stop (2,5 m) a hmotnosti až 562 liber (255 kg). V knize Charlese F. Holdera The Channel Islands of California, vydané v roce 1910, však autor tvrdí, že jedinci vylovení z Kalifornského zálivu dosahovali hmotnosti 800 liber (360 kg). Kromě velikosti je mnohopilák velký také známý pro svou dlouhověkost. Dospívá ve věku 11 nebo 12 let, kdy dosahuje hmotnosti kolem 50 liber (23 kg). Některé z největších exemplářů však přesahují 210 cm a odhaduje se, že je jim 75 let nebo více.
Ve východním Pacifiku se mnohopilák vyskytuje od Humboldt Bay v Kalifornii ke Kalifornskému zálivu v Mexiku. V severozápadním Pacifiku se vyskytuje poblíž Japonska. Obvykle se zdržuje v blízkosti chaluhových lesů, srázů, skal, písku, nebo bahna. Mláďata mnohopiláka lze nalézt v hloubkách kolem 69 stop (21 m), přičemž dospělci tohoto druhu se nacházejí v hloubkách nižších než 66 stop (20 m). Mláďata tohoto druhu jsou zbarvená do červena nebo oranžova, dospělí jedinci jsou obvykle šedí nebo hnědí.

## Strava
Uvnitř chaluhových lesů je mnohopilák vrcholový predátor. Živí se korýši a širokou škálou ryb. Pro populace u pobřeží Kalifornie jsou významnými zdroji potravy ančovičky, makrely, pyskouni, štíhlice, mořčáci a krabi. Navzdory své velikosti je mnohopilák znám jako rychlý plavec.

## Historie a ochrana

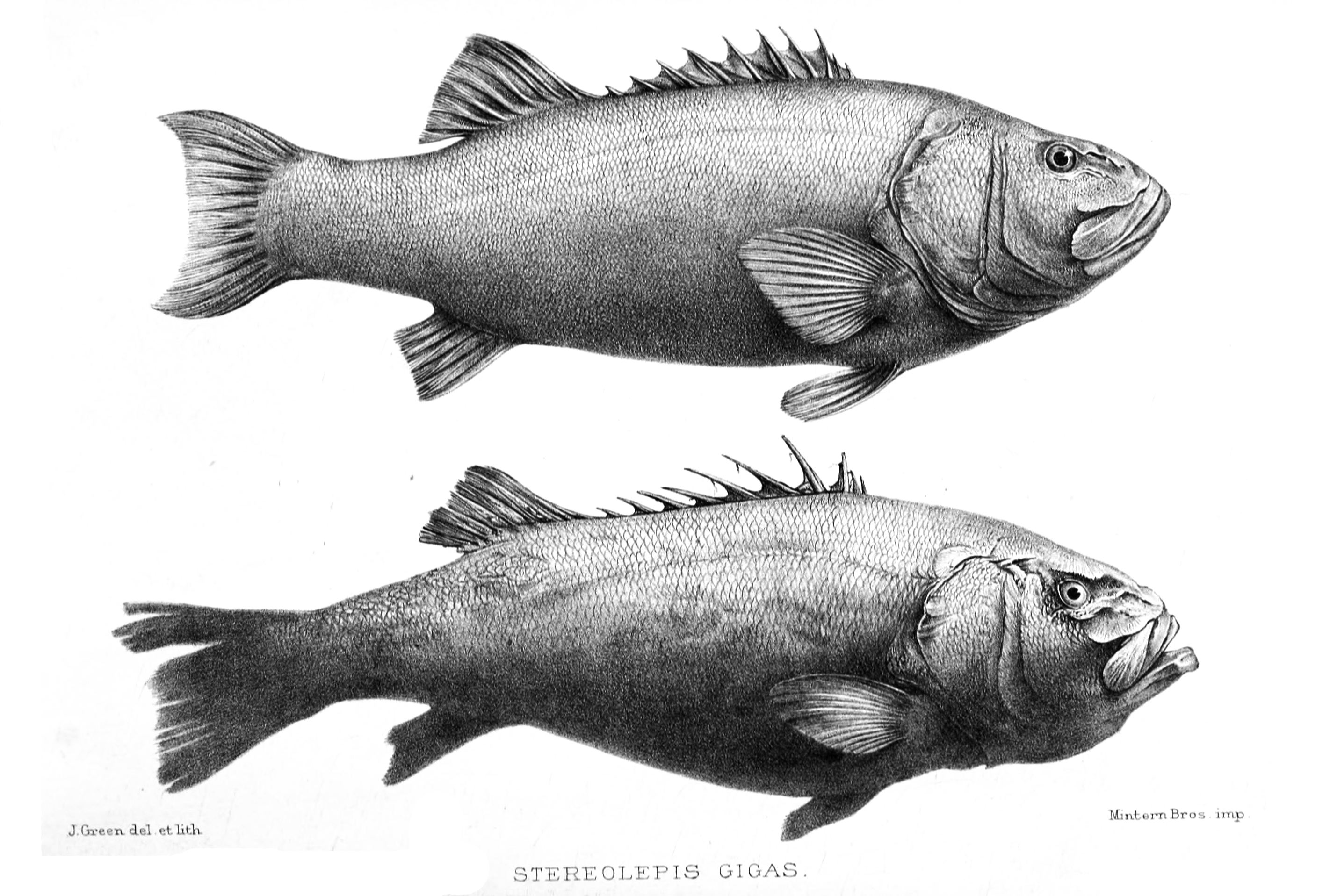
Kresba, 1897

Rekreační rybolov mnohopiláka velkého začal koncem 19. století.:s.150 Největší úlovek mnohopiláka velkého byl odchycen u pobřeží střední a jižní Kalifornie ve 20. století v roce 1932. Mnohopilák velký byl kdysi poměrně běžným obyvatelem vod jižní Kalifornie, ale v 80. letech 20. století začal čelit hrozbě lokálního vyhynutí u kalifornského pobřeží.
Mnohopilák velký byl také oblíbenou trofejí pro potápěče. V 70. letech minulého století byl podmořský rybolov tohoto druhu v Kalifornii zakázán. Jedna nešťastná událost urychlila tuto náhlou změnu zákona, když několik freediverů ulovilo u ostrova Santa Cruz sedm ryb. Protože je nemohli všechny sníst, prodali je nelegálně na rybí trh v San Pedru. Pracovníci California Department of Fish and Wildlife zjistili podle způsobených zranění, že ryby byly harpunovány.
Koncem 70. let 20. století biologové z Kalifornského ministerstva pro ryby a zvěř uznali, že místní populace mnohopiláka velkého má potíže. Byla přijata opatření, jejichž výsledkem byla ochrana před komerčním a sportovním rybolovem, která vstoupila v platnost v roce 1982. V roce 1996 byl tento druh uveden jako kriticky ohrožený podle IUCN. V roce 2016 došlo k prvnímu úspěšnému odchovu tohoto druhu v zajetí. Celková chovná populace v Kalifornii v roce 2018 se odhaduje na přibližně 500 jedinců, z nichž 40 až 50 se každoročně vrací, aby se rozmnožili v okolí ostrova Catalina.
Mnohopilák velký zůstává v mexické části svého výskytu nedostatečně sledován, i přesto, že probíhají snahy o zaznamenávání velikosti populace, genetické konektivity a rybářského tlaku podél tichomořského pobřeží Kalifornského poloostrova. Více než polovina životního prostoru mnohopiláka velkého se nachází v mexických vodách. V Mexiku se mnohopilák velký nazývá mero gigante. Největší úlovek mnohopiláka velkého v mexických vodách nastal v roce 1932, kdy úlovek přesáhl 800 000 liber (360 000 kg).:s.209 Před rokem 1964 byly komerční úlovky mnohopiláka velkého v mexických vodách vyšší než 200 000 liber (91 000 kg).:s.209 V roce 1981 bylo americkým komerčním rybářům zpočátku dovoleno ulovit až 1000 liber (450 kg) mnohopiláka velkého během jedné plavby do mexických vod a ne více než 3 000 liber (1 400 kg) za rok; v roce 1988 se nařízení změnilo tak, že povoluje ulovení pouze jednoho mnohopiláka velkého během plavby, pokud je uloven neúmyslně. V těchto vodách po více než půl století ulovili mexičtí rybáři ročně průměrně 55 tun mnohopiláka velkého.